# Bayaria nana
Bayaria nana — вид двопарноногих багатоніжок родини Striariidae.

## Таксономія
Вид описаний у 1936 році американським миріаподологом Гарольдом Лумісом як Striaria nana. У 2024 році встановлено, що вид варто віднести до окремого роду Bayaria. Також в ході цього дослідження, таксон Striaria carmela визначено як молодший синонім до Bayaria nana.

## Поширення
Вид є ендеміком Каліфорнії (США).